# Alenka Jovanovski
Alenka Jovanovski, slovenska pesnica, literarna kritičarka, literarna zgodovinarka in prevajalka * 1974, Celje.
Do leta 2011 je sodelovala z Oddelkom za primerjalno književnost in literarno teorijo ter z Oddelkom za slovenistiko Univerze v Novi Gorici.
Leta 2004 je za svoje kritiško delo prejela Stritarjevo nagrado, 2019 Veronikino nagrado.